# The Soul Sisters
The Soul Sisters ist der Name eines amerikanischen Gesangsduos, bestehend aus Tresia Cleveland und Ann Gissendanner.

## Biografie
Ursprünglich bildeten Cleveland und Gissendanner zusammen mit Lou Johnson die Band The Canjoes. Ohne den New Yorker Musiker nannten sie sich in The Soul Sisters um, arbeiteten aber weiterhin für das Label Sue Records Inc.
1964 erschien I Can’t Stand It, das erste und einzige Album der beiden Sängerinnen. Mit der gleichnamigen Auskopplung, die von Maurice McAlister geschrieben wurde, gelang im Februar des Jahres der Einstieg in die Billboard Hot 100, wo sich das Lied 9 Wochen hielt und Platz 46 erreichte. Im Juni 1964 folgte mit Good Time Tonight ein kleinerer Hit vom gleichen Album, der lediglich für eine Woche notiert war und Platz 98 erklomm. Die Single Just a Moment Ago wurde im Oktober desselben Jahres der letzte Charterfolg der beiden Musikerinnen und stand eine Woche auf Platz 100.
Gerüchten zufolge waren es auch Cleveland und Gissendanner, die 1964 die Single Just How Much (Can One Heart Take) / Who’s That Guy unter dem Bandnamen The Kolettes veröffentlichten. 1968 wechselte das Duo zum Label Veep und veröffentlichte die Single You Got ’em Beat, konnte aber nicht an alte Erfolge anknüpfen. The Soul Sisters verstehen sich bis heute und treten immer noch gemeinsam auf.

## Diskografie

### Alben
- 1964: I Can’t Stand It
- 1983: I Can’t Stand It (Kompilation mit 4 weiteren Tracks)

### Singles
- 1964: I Can’t Stand It
- 1964: Good Time Tonight
- 1964: Loop de Loop
- 1964: Just a Moment Ago
- 1964: I Won’t Be Your Fool Anymore
- 1965: Think About the Good Times
- 1966: Flashback
- 1968: You Got ’Em Beat